# عمر العقربي
عمر العقربي مواليد 26 أغسطس 1992 في صفاقس، لاعب كرة طائرة تونسي. يبلغ طوله 2.05 مترًا ويلعب في الوسط.
شارك في التصفيات المؤهلة لدورة الألعاب الأولمبية الصيفية 2012 مع المنتخب التونسي.

## النوادي
- ؟ - 2012 : الاتحاد الرياضي للنقل بصفاقس ( تونس)
- منذ عام 2012 : النادي الرياضي الصفاقسي ( تونس)

## الجوائز

### الفريق الوطني
- بطولة أفريقيا تحت 21 سنة
  -  الفائز في عام 2010 ( ليبيا)
- بطولة العرب تحت 19 سنة
  -  الفائز في عام 2009 ( لبنان)
- المركز السادس في بطولة العالم للناشئين 2009 ( إيطاليا)

### النوادي
- بطولة العالم للأندية
  - المركز الخامس في عام 2013 ( البرازيل)
- البطولة العربية للأندية البطلة
  -  الفائز في عام 2013 ( لبنان)
- بطولة تونس
  -  الفائز في عام 2013

### آخر
- الفائز في بطولة بني ياس الدولية عام 2012 ( الإمارات العربية المتحدة)

## رابط خارجي
- (بالإنجليزية) ملف عمر العقربي على موقع fivb.org